# Maribo
Maribo est le chef-lieu de la commune de Lolland située dans l’île de Lolland sur la côte occidentale de la région du Sjælland au Danemark.
La population était de 6 104 habitants au recensement de 2006.
La ville doit sa création à sainte Brigitte de Suède (symbole représentée sur le blason de la ville), dont l’ordre de Sainte-Brigitte fonda une abbaye en ce lieu en 1416. L'ancienne église abbatiale est aujourd'hui devenue une cathédrale luthérienne.
Au XVIIe siècle, la fille du roi Christian IV de Danemark, Eleonore Christine, séjourna dans cet édifice religieux.
Le 1er janvier 2007, la réforme municipale créa de nouvelles entités administratives. Maribo devint le chef-lieu de la municipalité de Lolland regroupant les communes de Nakskov (la principale ville), Holeby, Højreby, Ravnsborg, Rudbjerg et Rødby.